# Caio Valério Levino
Caio Valério Levino (em latim: Caius Valerius Laevinus) foi um político da gente Valéria da República Romana nomeado cônsul sufecto em 176 a.C. com Quinto Petílio Espurino depois da morte prematura de Cneu Cornélio Cipião Híspalo em Cumas. Era filho de Marco Valério Levino, cônsul em 220 e 210 a.C., e meio-irmão de Marco Fúlvio Nobilior, cônsul em 189 a.C., por parte de mãe.

## Primeiros anos
Durante a Guerra romano-síria, quando Nobilior foi cônsul, Levino o acompanhou em suas campanhas militares e no cerco a Ambrácia em 189 a.C., onde os etólios, por conta de suas ligações com o pai e a família de Levino, o escolheram como intermediário para dar início às conversas com o cônsul. Este último consentiu, garantindo aos habitantes da cidade e à Liga Etólia condições extremamente vantajosas, enviando-o a Roma com a delegação etólia para garantir que o Senado e a população fossem favoráveis aos termos já acordados.
Quando seu pai morreu, em 200 a.C., organizou três dias de jogos. Sua mãe, viúva, casou-se com o pai de Marco Fúlvio Nobilior. Em 179 a.C., Levino foi um dos quatro pretores nomeados segundo a nova Lex Baebia e recebeu a Sardenha como província consular.

## Consulado (176 a.C.)
Três anos depois, o cônsul Cneu Cornélio Cipião Híspalo morreu repentinamente no início do cargo e Levino foi nomeado cônsul sufecto em seu lugar. Ansioso pela glória militar, partiu de Roma apenas três depois para assumir o comando do exército consular na Ligúria, derrotando os lígures no início do ano seguinte.

## Anos finais
Em 174 a.C., foi enviado, com outros emissários, a Delfos, com o objetivo de resolver dissensões internas entre os etólios. No ano seguinte, o Senado o enviou à corte macedônica para observar os movimentos do rei Perseu, e a Alexandria, para renovar a aliança com Ptolemeu VI Filómetor, do Egito ptolemaico. Em 172 a.C., voltou para Roma.
Tentou se candidatar à censura em 169 a.C., mas não foi eleito.